# NGC 393
NGC 393 es una galaxia elíptica de la constelación de Andrómeda. 
Fue descubierta el 5 de octubre de 1784 por el astrónomo William Herschel.